# Turistická značená trasa 8647
 Turistická značená trasa č. 8647 měří 8,1 km; spojuje obec Belá-Dulice a Lysec v západní části pohoří Velká Fatra na Slovensku.

## Průběh trasy
Z obce Belá-Dulice k rozcestí Slávkova dolina - ústie vede trasa zanedbatelným stoupáním po zpevněné cestě Belianskou dolinou, od tohoto rozcestí pak nepojmenovanou dolinou, v jejímž závěru stoupá po louce k rozcestí Medzijarky pod stejnojmenný vrchol (769 m n. m.). Odtud pokračuje stálým stoupáním přes rozcestí Poľka k vrcholu Lysec. V závěru pod vrcholem vede odlesněným terénem.

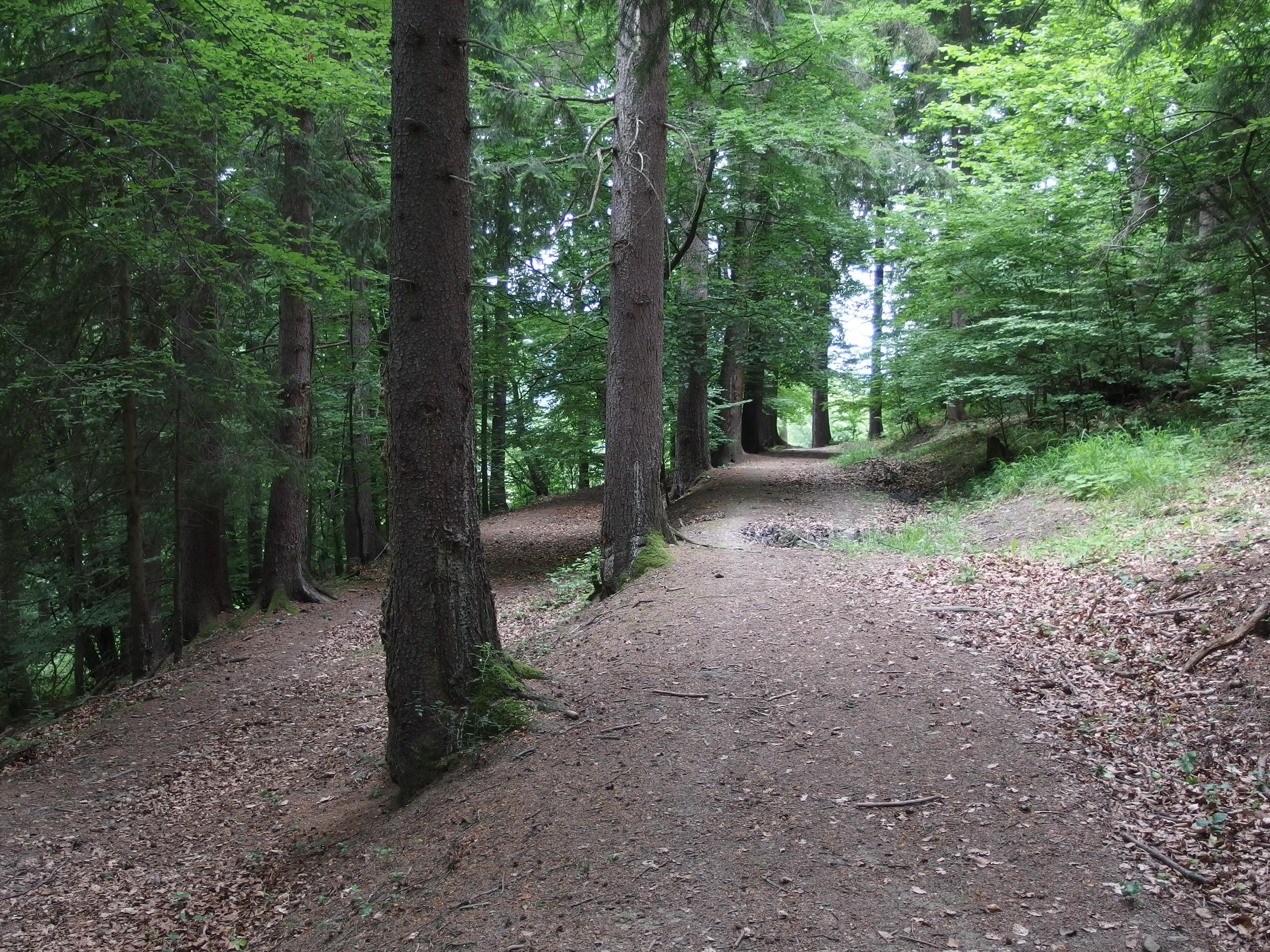
Medzijarky
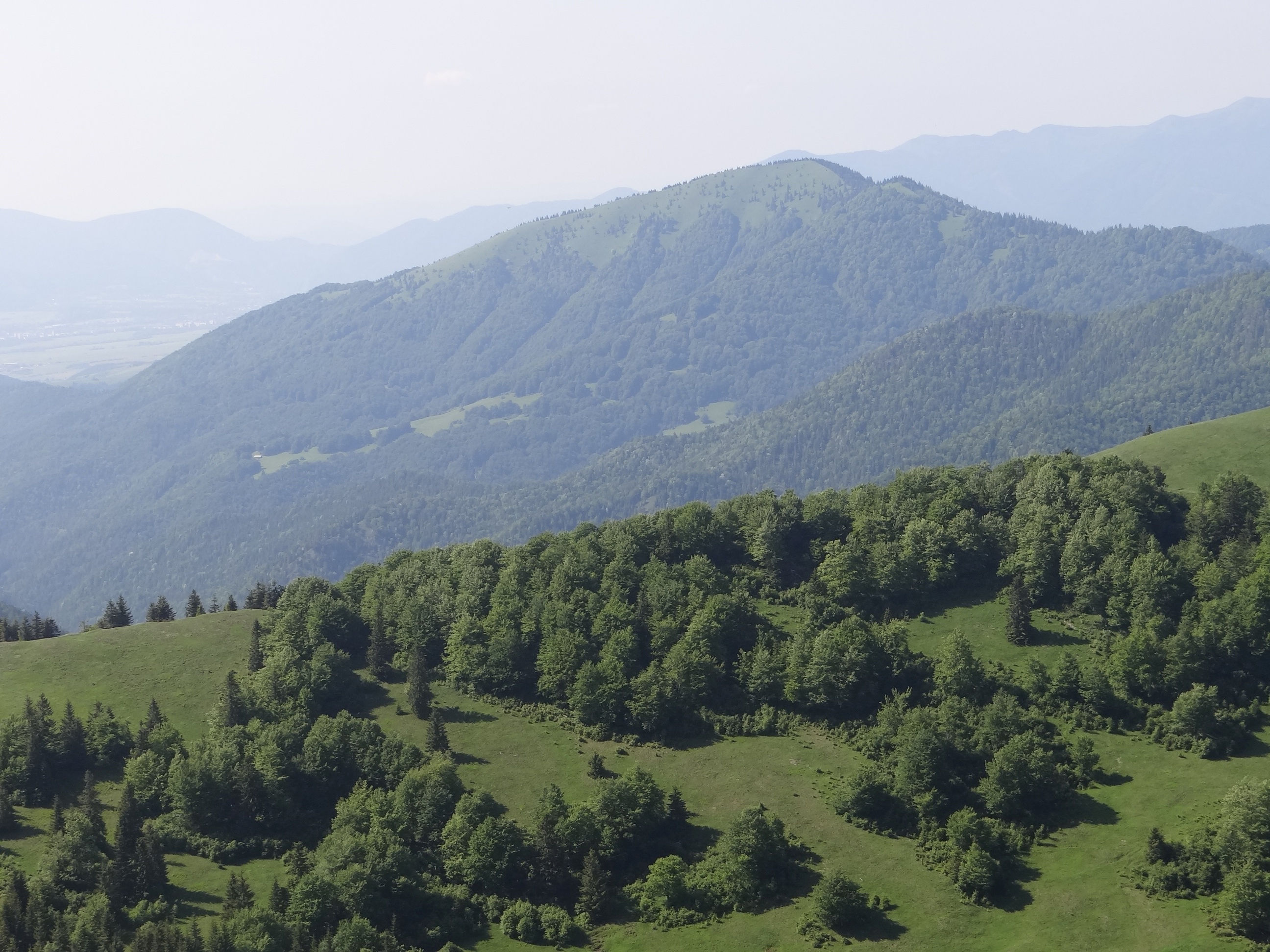
Lysec

| Km  | Místo                   | Navazující a křižující trasy | Souřadnice                      | Nadm. výška  |
| --- | ----------------------- | ---------------------------- | ------------------------------- | ------------ |
| 0,0 | Belá-Dulice             | 2721, 5600                   | 49°0′10″ s. š., 18°58′45″ v. d. | 493 m n. m.  |
| 1,8 | Slávkova dolina - ústie | 5600                         | 49°0′1″ s. š., 19°0′8″ v. d.    | 526 m n. m.  |
| 3,8 | Medzijarky              | 5628                         | 49°0′14″ s. š., 19°1′28″ v. d.  | 735 m n. m.  |
| 6,5 | Poľka                   |                              | 48°59′56″ s. š., 19°2′52″ v. d. | 1086 m n. m. |
| 8,1 | Lysec                   | 2721                         | 48°59′47″ s. š., 19°4′9″ v. d.  | 1381 m n. m. |

- Medzijarky
- Lysec